# Molitva
Molitva (em sérvio: Молитва, transliterado: Molitva, português: Oração) foi a canção que representou a Sérvia no Festival Eurovisão da Canção 2007 que se desenrolou em Helsínquia, na Finlândia no dia 12 de maio desse ano.
A referida canção foi interpretada em Sérvio por Marija Šerifović. Esta foi a estreia da Sérvia na Eurovisão como nação independente, o Estado da Sérvia e Montenegro tinha sido dissolvida em Junho de 2006. Na semi-final foi a décima-quinta canção a ser interpretada, a seguir á canção da Polónia "Time to party", cantada pelo grupo The Jet Set e antes da canção de República Checa "Malá dáma", cantada pelos Kabát. Terminou a competição em 1.º lugar com 298 pontos, conseguindo passar á final, que é, até de 2013 e, desde a expansão do concurso e com a introdução das semifinais, o maior número de pontos numa semi-final.
Na final foi a décima-sétima a ser interpretada na noite do festival, a seguir à canção da Alemanha "Frauen regier'n die Welt", cantada por Roger Cicero e antes da canção da Ucrânia "Dancing lasha tumbai", cantada por Verka Serduchka. Terminou a competição em 1.º lugar (entre 24 participantes), tendo recebido um total de 268 pontos.

## Autores
| Autores                       |
| ----------------------------- |
| Letrista: Saša Milošević Mare |
| Compositores: Vladimir Graić  |

## Charts
| Chart (2007)                                  | Melhor posição |
| --------------------------------------------- | -------------- |
| Bélgica (Ultratip Bubbling Under de Flandres) | 4              |
| Suécia (Sverigetopplistan)                    | 9              |
| Suíça (Schweizer Hitparade)                   | 19             |
| UK Singles (The Official Charts Company)      | 112            |